# 요도쿠스 트루트페터
요도쿠스 트루트페터(Jodocus Trutfetter, 1460년 - 1519년 5월 9일)은 에르푸르트 대학교 의 철학자이자 신학자였다. 그의 주요 저서로는 논리학 교과서인 『논리학의 총론』과 자연철학 교과서인 『물리학의 총론』이 있다. 비아 모더나의 지지자로서 그는 고대와 현대의 권위를 모두 고려해야 한다고 강조했다. 보편, 범주, 심리학의 주제와 관련하여 그의 견해는 장 부리단(Jean Buridan)의 견해와 비슷했다. 신학과 철학의 관계에 대해서는 윌리엄 오브 오컴과 비슷한 입장을 취했다.

## 참고문헌
*Jakob Franck: "Jodocus von Eisenach" (1. Art.). In: ''[[Allgemeine Deutsche Biographie]]'' (ADB). Band 14, Duncker & Humblot, Leipzig 1881, p.&nbsp;111 and following .

*O. Liebmann: "Jodocus von Eisenach" (2. Art.). In: ''Allgemeine Deutsche Biographie'' (ADB). Band 38, Duncker & Humblot, Leipzig 1894, Sp. 691.